# Lipoproteina(a)
La lipoproteina(a) o Lp(a) è una sottoclasse di lipoproteine. Scoperta nel 1963 da Kåre Berg, è una Lipoproteina strutturalmente simile alle LDL (Low Density Lipoproteine), ma con ruolo biologico non ancora ben definito. 
Studi genetici e numerosi studi epidemiologici hanno identificato Lp (a) come fattore di rischio per malattie aterosclerotiche come la coronaropatia e l'ictus.

## Struttura
La lipoproteina (a) [Lp (a)] è costituita da una molecola simile a LDL e dall'apolipoproteina specifica (a), che è legata covalentemente all'apob contenuta nello strato più esterno . Le concentrazioni plasmatiche di Lp (a) sono altamente ereditabili e controllate principalmente dal gene LPA situato sul cromosoma 6q26-27. Le proteine Apo (a) variano di dimensioni a causa di un polimorfismo dimensionale [KIV-2 VNTR], che è dato da un numero variabile di cosiddette ripetizioni di kringle IV nel gene LPA. Questa variazione dimensionale a livello genico, risultando in apo (a) proteine con ripetizioni da 10 a più di 50 domini kringle IV (ciascuna delle kringle IV variabili è costituita da 114 aminoacidi) Queste dimensioni variabili di apo (a) sono note come "isoforme di apo (a)".
Esiste una correlazione inversa tra la dimensione dell'isoforma apo (a) e la concentrazione plasmatica di Lp (a). Una teoria per la correlazione tra dimensioni e livello del plasma ipotizza come diverse velocità nella sintesi proteica incidano sulle dimensioni. Cioè, più grande è l'isoforma, più precursore di apo (a)  si accumula a livello intracellulare nel reticolo endoplasmatico. La lipoproteina (a) non è completamente sintetizzata fino a quando la proteina precursore non viene rilasciata dalla cellula, quindi la velocità di produzione più lenta per le isoforme più grandi limita la concentrazione plasmatica.
La Lp(a) presenta omologia strutturale con il plasminogeno per via delle ripetizioni del dominio Kringle IV ma non presenta ugualmente attività catalitica.
Da non confondere con l'apolipoproteina (a) (noto anche come apo (a). La differenza sostanziale con l'apolipoproteina (a) a livello strutturale è quella che la lipoproteina è collegata mediante ponte disolfuro all' Apoproteina a, una struttura estremamente polimorfa con circa 80 isoforme. Nel complesso questa lipoproteina rappresenta un fattore di rischio indipendente per malattie cardiovascolari se la sua concentrazione supera i 30mg per dL.